# Луди за билијаром
Луди за билијаром (енгл. Poolhall Junkies) је амерички филм из 2002. године који је режирао Марс Калахан, а у главним улогама су: Марс Калахан, Чез Палминтери и Мајкл Розенбаум.
Филм је 2003. године номинован за ESPY награду за најбољи спортски филм.

## Радња
Џони је талентовани играч билијара, један од најбољих. Такмичи се у партијама које му његов менаџер Џо уговори. То траје док Џони не сазна како му је Џо уништио каријеру тиме што је сакривао позивнице за такмичења. Зато Џони напушта Џоа, оставља га дилерима дроге који га пребијају уз претњу да остави Џонија на миру. Џони напушта стари начин живота, покушава да живи у складу са законом и да одржи везу са својом девојком Таром. Након ултиматума који му Тара постави одлучује пронаћи прави посао. Убрзо увиђа да то није посао за њега, јер је билијар његов живот. Доста времена проводи са млађим братом Денијем који је нестрпљив да настави његовим стопама. Дени се задужује код Џоа који је жељан освете и зато се вратио са новим билијарским штићеником, на први поглед ништа лошијег од Џонија. Дени пљачка радњу да би вратио дуг, што подстиче Џонија да опет узме билијарски штап у руке и помогне брату.

## Улоге
| Глумац          | Улога     |
| --------------- | --------- |
| Марс Калахан    | Џони Дојл |
| Мајкл Розенбаум | Дени Дојл |
| Чез Палминтери  | Џо        |
| Рик Шредер      | Бред      |
| Алисон Иствуд   | Тара      |
| Кристофер Вокен | Мајк      |
| Род Стајгер     | Ник       |

## Занимљивости
- У филму глуми Алисон Иствуд, ћерка познатог глумца Клинта Иствуда.
- Ово је последњи филм у коме је глумио Род Стајгер.